# Fontaine-Notre Dame Communal Cemetery
Fontaine-Notre Dame Communal Cemetery is een Britse militaire begraafplaats gelegen in de Franse plaats Fontaine-Notre Dame (Noorderdepartement). De begraafplaats wordt onderhouden door de Commonwealth War Graves Commission.
De begraafplaats telt niet-geïdentificeerde graven: 3 onbekende WW1 graven.